# Dødsspringet
Dødsspringet er en dansk stum dramafilm fra 1910 produceret af Nordisk Films Kompagni og instrueret af Viggo Larsen.
Filmen havde dansk biografpremiere den 21. marts 1910 i Biograf-Theatret. Filmen blev i engelsktalende lande distribueret som The Jump to Death og i tysktalende lande som Der Todessprung. 

## Handling
Cirkusartisten Pierre danner par med en anden artist, Marcelle, men Pierre lokkes af den eksotiske Lola, til at forlade hende. Straks det sker, taber Lola interesesn for Pierre. Pierre indser sin fejl, men taber modet og driver i stedet om på artistknejperne, hvor han bliver engageret til at foretaget et dødsspring. Ligeglad med tilværelsen forbereder Pierre sig ikke grundigt på det vovefulde sping, men forinden skriver han et brev til Marcelle, hvor han beder om tilgivelse. 
Marcelle skynder sig til cirkusset, da hun forstår, at det er farefuldt for Pierre at gennemføre dødsspringet i sin tilstand. Hun ankommer til cirkusset i det Pierre styrter til jorden. Heldigvis dør han ikke, og ved Marcelles pleje kommer Pierre på fode igen.

## Medvirkende
- Viggo Larsen
- Edith Buemann Psilander
- Gudrun Kjerulf
- Franz Skondrup
- Erik Winther
- Sofus Wolder
- Maggi Zinn
- Edmund Østerbye